# Apostasia nuda
Apostasia nuda är en orkidéart som beskrevs av Robert Brown. Apostasia nuda ingår i släktet Apostasia och familjen orkidéer. Inga underarter finns listade i Catalogue of Life.